# テリーナ・テ・タマキ
テリーナ・テ・タマキ（Terina Te Tamaki、1997年5月1日 - ）は、ニュージーランドの女子ラグビー選手。

## プロフィール
- ニュージーランド・ハミルトン出身[1]。
- ポジションはセンター(CTB)。
- 身長 165cm、体重 69kg

## 略歴
2016年、リオ五輪の7人制女子ニュージーランド代表に選ばれて銀メダルを獲得。
そして2021年、東京五輪の7人制女子ニュージーランド代表バックアップメンバーに選ばれた。